# 14+
«14+» — российская подростковая мелодрама, снятая Андреем Зайцевым в 2013 году и вышедшая в прокат в 2015 году.
Слоган: «История первой любви».
В 2021 году начались съёмки второй части фильма — «14+: Продолжение».

## Сюжет
Фильм повествует о первой любви двух подростков — Лёши и Вики. Мать Лёши воспитывает сына без отца и всячески беспокоится о нём. Лёша влюбился в девушку из чужого двора и никак не может увидеться с ней наедине, за ним постоянно следят местные хулиганы. Однажды им всё-таки удалось встретиться, однако после расставания на улице его уже поджидают. В момент, когда расправа была близка, к месту разборки подъезжает машина патрульно-постовой службы. Шпана застывает на месте, а Алексей заявляет полицейским, что всё в порядке, и те уезжают. Главарь хулиганов по достоинству оценивает поступок Алексея и приказывает подручным оставить его в покое. Впереди у влюблённых их первый романтический вечер под музыку песни «Зеленоглазое такси» в исполнении Михаила Боярского. Вернувшуюся с дежурства Лёшину маму ждёт поразительное открытие — выросший сын провёл ночь с юной подругой…

## В ролях
- Глеб Калюжный — Алексей «Лёша» Васин
- Ульяна Васькович — Вика
- Ольга Озоллапиня — Людмила Ивановна Васина - мама Лёши
- Дмитрий Блохин — дядя Валера
- Ирина Фролова — мама Вики
- Шандор Беркеши — папа Вики
- Владислав Горячкин — брат Вики
- Дмитрий Баринов — Дрон
- Даниил Пикула — Витя
- Ксения Пахомова — подруга Вики
- Елизавета Македонская — Катя
- Алексей Филимонов — Волков
- Наталья Пикула — учитель математики

## Создание
Фильм снимался под рабочим названием «Челентано» при поддержке Фонда кино и Министерства культуры РФ летом 2013 года в спальных районах Москвы. На работу потребовалось 67 смен (вместо принятых для такого формата 30—35 смен). Все подростки в кадре — непрофессиональные актёры-дебютанты, найденные через социальную сеть «Вконтакте».

## Саундтрек
- Газон — Пьяные
- The Ska Vengers — Vampire
- Пропаганда — Quanto Costa
- Фабрика — Романтика
- Richard Cheese — Creep
- Mano Negra — Out of Time Man
- Михаил Боярский — Зеленоглазое такси
- Radiohead — Creep
- ЯйцЫ Фаберже — Hools
- Neil Sedaka — Happy Birthday, Sweet Sixteen
- Jane Birkin, Serge Gainsbourg — Je t’aime moi non plus
- Верка Сердючка — Дольче Габбана
- Ленинград — И так далее
- Adriano Celentano — Ciao Ragazzi
- Корабль — Нет бабы — нет слёз
- Гастрит — Фрутэлла
- ЯйцЫ Фаберже — Все на футбол
- The Business — Saturday’s Heroes
- Александр Пушной — Du Taxi
- Фабрика — 5 минут
- Глеб Калюжный — Моя история любви (был вырезан)

## Фестивали и награды
- 2015 — «Берлинский кинофестиваль» — номинация на приз «Хрустальный медведь» в категории «лучший художественный фильм конкурса для юношества „Поколение 14+“»
- 2015 — «Кинотавр» — специальный диплом жюри — «За талантливый и искренний взгляд на поколение „Вконтакте“, познающее вечные ценности любви», номинация на главный приз
- 2015 — Children’s and Youth Film Festival Just Film (Black Nights Film Festival), Таллинн, Эстония — Гран-при
- 2015 — Festival du Cinéma Russe à Honfleur, Онфлер, Франция — Гран-при
- 2015 — Olympia International Film Festival for Children and Young People, Пиргос, Греция — Гран-при и приз за лучшую мужскую роль (Глеб Калюжный)
- 2015 — Vologda Independent Cinema from European Screens Festival VOICES, Вологда, Россия, — Диплом жюри за лучшую актёрскую работу — Глеб Калюжный, Ульяна Васькович — Приз зрительских симпатий
- 2015 — Seoul International Youth Film Festival, Сеул, Южная Корея, — приз зрительских симпатий в секции Teen’s Eye
- Фестиваль комедийного кино «Улыбнись, Россия!», Тула, Россия, — Приз «За самую светлую лирическую молодёжную комедию»
- 2015 — Фестиваль российских фильмов «Спутник над Польшей», Варшава — Приз «За создание глубокой и волнующей роли матери» Ольге Озоллапине
- 2015 — Olympia International Film Festival for Children and Young People, Пиргос, Греция — Гран — при и приз за лучшую мужскую роль (Глеб Калюжный)[4]
- 2016 — «Жорж» — специальный приз;
- 2016 — I Кинофестиваль БРИКС — один из двух специальных дипломов жюри;
- 2017 — «Московский международный кинофестиваль» — второй приз мэра Москвы за лучший фильм о столице[5].